# Thaumatopsyllus paradoxus
Thaumatopsyllus paradoxus is een eenoogkreeftjessoort uit de familie van de Thaumatopsyllidae. De wetenschappelijke naam van de soort werd in 1913 voor het eerst geldig gepubliceerd door Georg Ossian Sars.